# Räuchermann

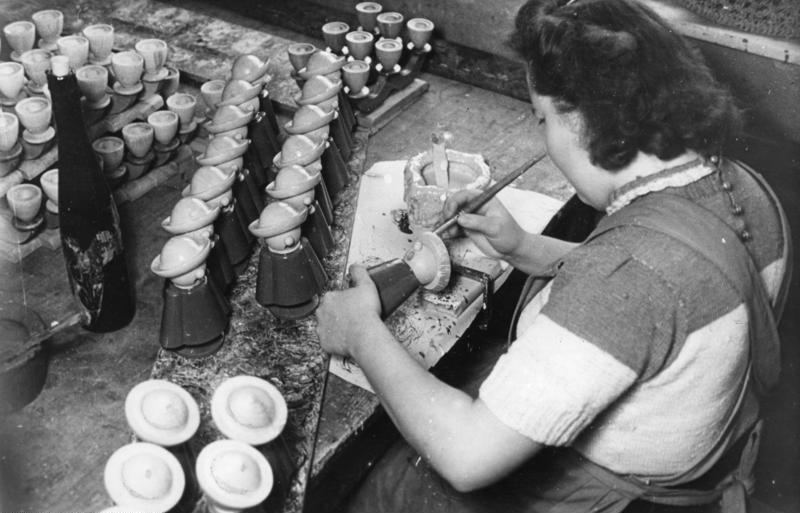
Produktion av rökgubbar i Seiffen, 1947.

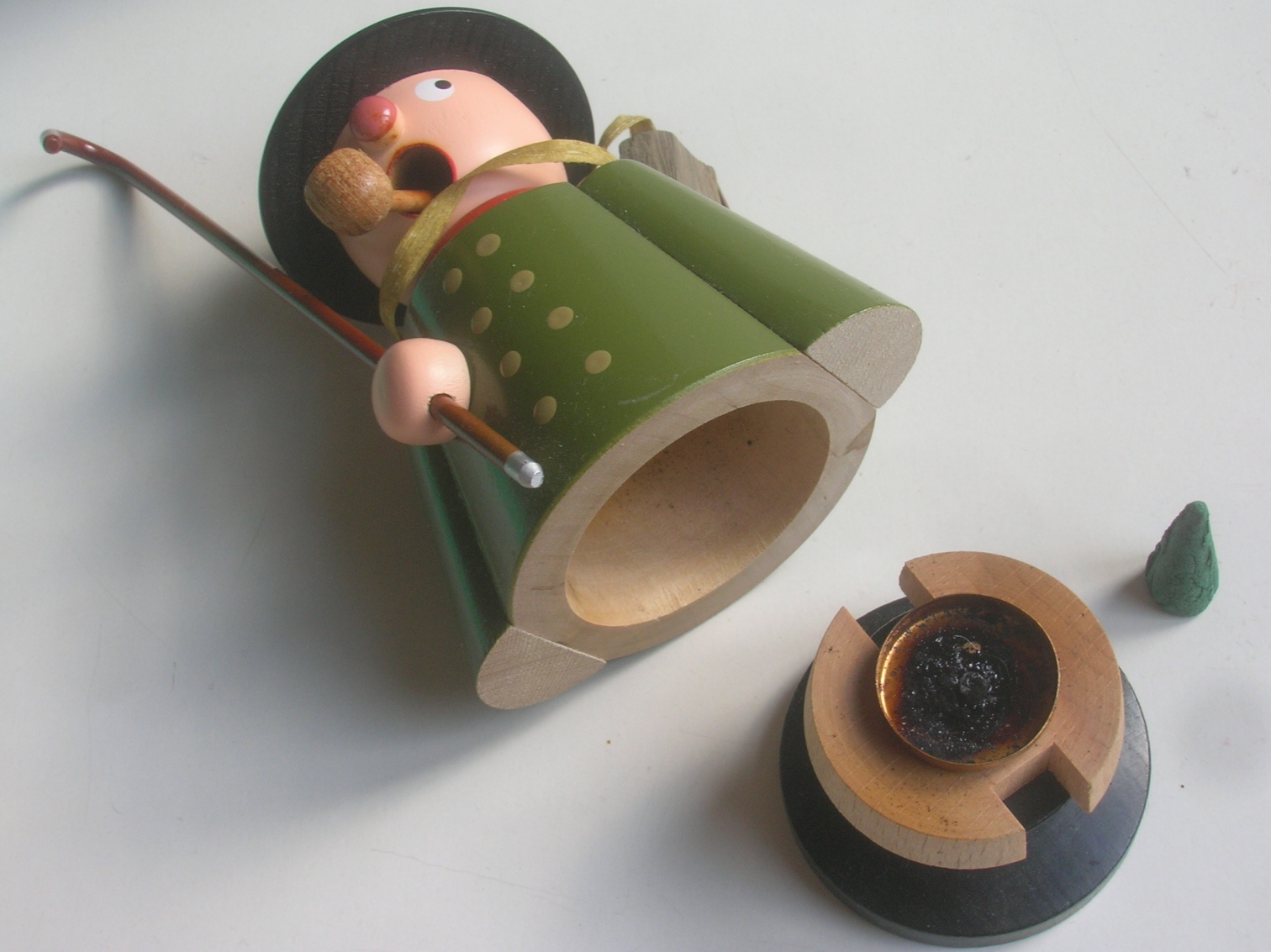
Öppnad rökgubbe där platsen för tratten syns.

Räuchermann eller Räuchermännchen (ungefär: rökgubbe) är en juldekoration som skapades för första gången av leksakstillverkare från det tyska bergsområdet Erzgebirge.
Den består av en snidad ihållig figur som går att öppna. På den nedre delen finns en metallplatta som ger plats åt en kon (rökelse). Tratten består av bland annat olibanum och när den glimtar uppstår en aromatisk doft. Figuren föreställer vanligen en gubbe med rökpipa och när den åter sätts ihop strömmar röken genom ett hål som tjänstgör som mun. Räuchermann omnämndes under 1830-talet för första gången och den är idag ett fast element av bergstraktens folklore. Den är även ett vanligt julpynt i andra tyska regioner. Rökande trattar var redan tidigare känd men de ställdes i början på ett bord eller på en fönsterbräda.
Gubbens utformning varierar mycket och ofta framställs den efter beställarens behov. Oftast designas de efter yrken som är vanliga i Erzgebirge som till exempel jägmästare, gruvarbetare, soldat, kastrulltillverkare eller resande handlare. Men det förekommer även skatspelare, rökande gummor eller påhittade motiv. Enligt Guinness Rekordbok visas den största och den minsta rökgubben i Kleinwelka som tillhör staden Bautzen (anläggningen är känd som dinosaurierpark).
Räuchermann är en av flera juldekorationer som är vanlig i Erzgebirge, bland de andra kan nämnas Schwibbogen, gruvarbetare och ängel utformade som ljusstakar samt julpyramid (Weihnachtspyramide).